# Stefan Schultz

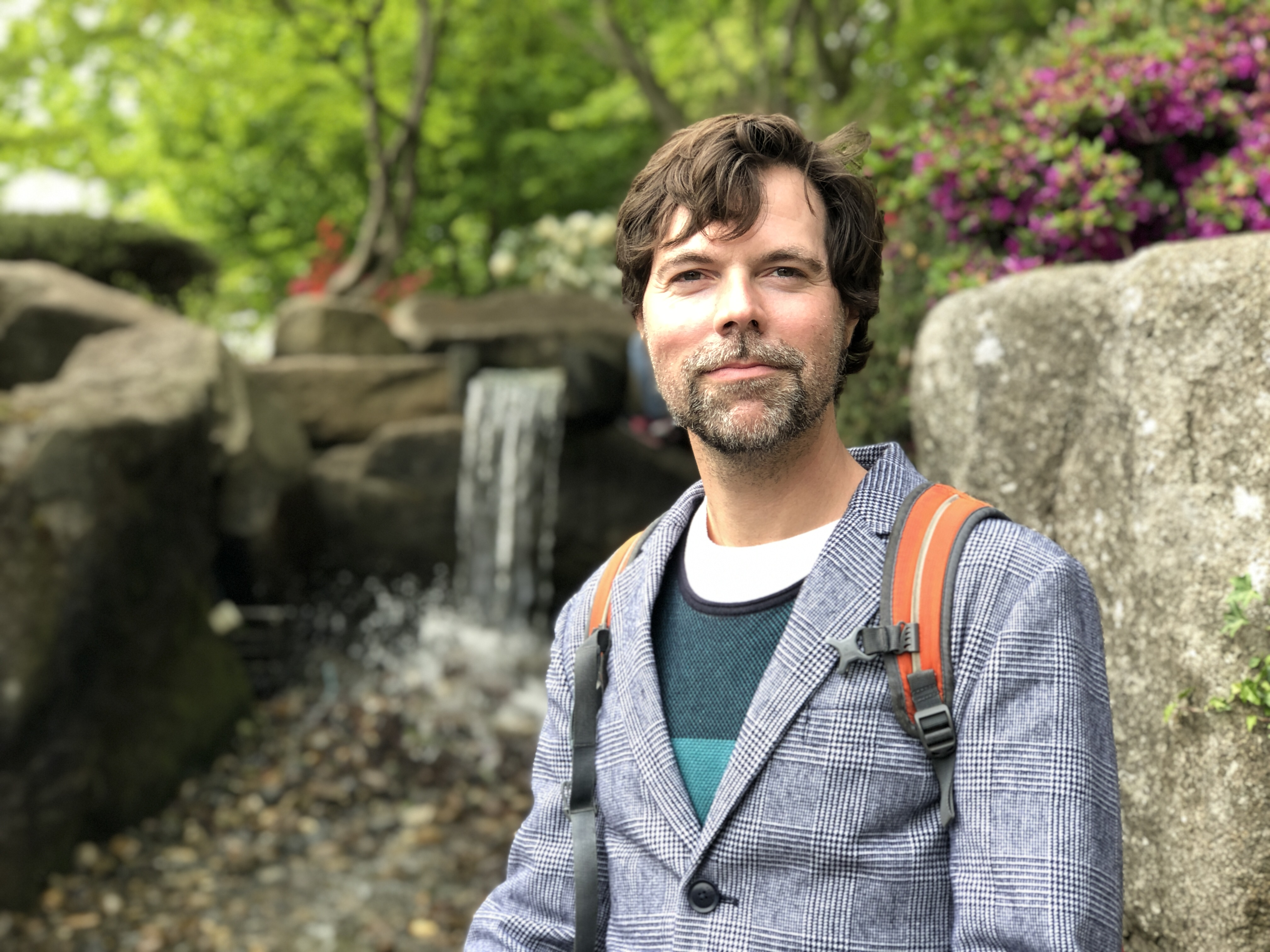
Stefan Schultz (2020)

Stefan Schultz (* 1980 in Reinbek) ist ein deutscher Journalist und seit 2008 Redakteur und Reporter im Wirtschaftsressort von „Der Spiegel“. 
Er war Korrespondent in San Francisco, New York City und Peking, schreibt u. a. zu den Themen Energie, IT-Wirtschaft und China und verfasst Mixedmedia-Reportagen aus aller Welt. 
Schultz ist Träger des Georg-von-Holtzbrinck-Preises für Wirtschaftsjournalismus und des Ernst-Schneider-Preises. Er setzt sich für einen gesellschaftsdienlicheren Journalismus ein und hält dazu zahlreiche Vorträge.

## Leben
2000 bis 2005 studierte Schultz Medienkultur, Politik und britische Literatur an der Universität Hamburg und der Universidade de Nova de Lisboa. Während des Studiums machte er verschiedene Praktika, etwa bei der portugiesischen Tageszeitung „24 Horas“ und dem Hamburger Kulturmagazin „Prinz“. 
2004 bis 2007 arbeitete Schultz unter anderem als freier Mitarbeiter beim „Hamburger Abendblatt“ und NDR, dazu als Print- und TV-Reporter sowie Crossmedia-Beauftragter bei der inzwischen eingestellten Publikation „Deutschland International“.
2007 bis 2008 volontierte Schultz bei spiegel.de, das damals noch „Spiegel Online“ hieß.
Seit 2020 entwickelt Schultz ein Modell für einen integralen Journalismus, das dazu beitragen soll, typische Probleme konventioneller Berichterstattung zu überwinden.
2022 bis 2023 studierte Schultz die Change-Management-Methode Theory U am Massachusetts Institute of Technology.

## Auszeichnungen
- Schultz ist Träger des Georg von Holtzbrinck Preises für Wirtschaftspublizistik 2019 in der Kategorie Interaktive Multimediaspeziale für seine bei „Der Spiegel“ veröffentlichte Reportage: Das dunkle System zum Thema Straflager in China.[13] An dem Projekt waren auch die Journalistin Jannika Schultz und der Freelancer Edward Lee beteiligt.[14]
- Im Jahre 2011 erhielt er gemeinsam mit den Journalisten Roman Höfner und Alexander Trempler den Ernst-Schneider-Preis in der Kategorie Internet für seine bei „Der Spiegel“ veröffentlichte Reportage: Zockerjagd für Anfänger zum Thema Finanzkrise.[15]

## Nominierungen
- 2024 Herbert Quandt Medienpreis für den Multimedia-Report Meer der grünen Hoffnung (mit Claus Hecking, Michael Sauga et al.).[16]
- 2023 Deutscher-Journalisten-Preis für den Report Wenn andere eine Grube graben (mit Claus Hecking, Simon Book, Michael Brächer, Christoph Giesen, Simon Hage, Martin Hesse und Gerald Traufetter).[17]
- 2022 German Renewables Award für den Report Neue Deutsche Zelle (mit Claus Hecking).[18]
- 2019 Nannen-Preis für die Mixedmedia-Reportage Das dunkle System (mit Jannika Schultz und Edward Lee).[19]
- 2019 Grimme-Online-Award für die Mixedmedia-Reportage Das dunkle System (mit Jannika Schultz und Edward Lee).[20]
- 2019 Hansel-Mieth-Preis in der Kategorie Digital für die Mixedmedia-Reportage Das dunkle System (mit Jannika Schultz und Edward Lee).[21]
- 2018 Deutscher-Reporter-Preis für die Webvideo-Version von Das dunkle System (mit Jannika Schultz, Edward Lee, Michael Meisner und Birk Reddehase).[22]
- 2017 Hansel-Mieth-Preis in der Kategorie Digital für die Multimedia-Reportage Vom Ende der Dunkelheit (mit Bernhard Riedmann).[23]
- 2016 Deutscher Reporterpreis für die Multimedia-Reportage Vom Ende der Dunkelheit (mit Bernhard Riedmann).[24]

## Buchveröffentlichungen
- Brücken über den Medienbruch: Crossmediale Strategien zeitgenössischer Printmedien, LIT Verlag, Münster 2007, ISBN 978-3-8258-0532-6.[25]
- „Wer lacht, hat noch Reserven“: Die schönsten Chef-Weisheiten, Kiepenheuer und Witsch Verlag, Köln 2012, ISBN  978-3-462-04413-3.[26]
- Das Glühbirnenkomplott: Die spektakulärsten Verschwörungstheorien – und was an ihnen dran ist (Mitautor)[27], Kiepenheuer und Witsch Verlag, Köln 2015, ISBN 978-3-462-04701-1.[28]